# Camisa

Camisa de màniga llarga

La camisa és una peça de vestir de tela, amb coll o sense, amb mànigues curtes o llargues, que cobreix el tors i es duu sobre una samarreta, o bé directament sobre la pell. Pot ser oberta i tancar amb botons o tenir obertura només del coll fins al pit i tancar amb botons, gafets, llaç o cordons. Les camises de major qualitat són de seda o de cotó.
Cal evitar de confondre la camisa amb l'armilla, que no té mànigues i és part integrant del vestit formal masculí.

## Parts i elements de la camisa
Modernament el coll, en principi, és fix (integrat o muntat), o sigui, unit al canesú en comptes de postís. Quant a l'estil, el coll girat hi és tan predominant d'antic que es coneix com a coll camiser quan és part d'aquestes peces; el coll camiser admet diversos tipus (coll anglès o ample, coll italià, coll americà...). Les dimensions del coll varien segons les modes. La punta del coll pot dur trau per a botó (coll botonat) o bé per a botó de coll.
La tapa és la part de camisa que va del coll fins a la cinta.
L' arbre és la part que correspon al cos, sense entrar-hi el coll ni les mànegues. L' arbre en pit és la part de davant de la camisa, l' arbre en peça la part de darrere de la camisa.
La botonadura del pit pot anar sobre una tapeta anomenada vista (tot conformant botonadura vista), la qual també pot amagar els botons (botonadura amagada o invisible).
La llargada dels faldons ha anat variant; tradicionalment arribaven més avall dels malucs, amb el faldó posterior més llarg que l'anterior.
Avui dia les mànigues de la camisa solen ésser muntades, és a dir, cosides al canesú; els punys solen ésser muntats a les mànigues. Cada puny pot dur trau a cada banda i tancar-se amb botons de puny, a la manera tradicional (usualment en puny anomenat doble o francès), o bé trau en una banda i botó cosit a l'altra (usualment en puny simple), ús més habitual avui dia.
El braç de la màniga és la part de mànega que va del colze fins al puny.
La pitrera o pitera és la part anterior de la camisa (o d'una altra peça) que cobreix els pits.

## Història

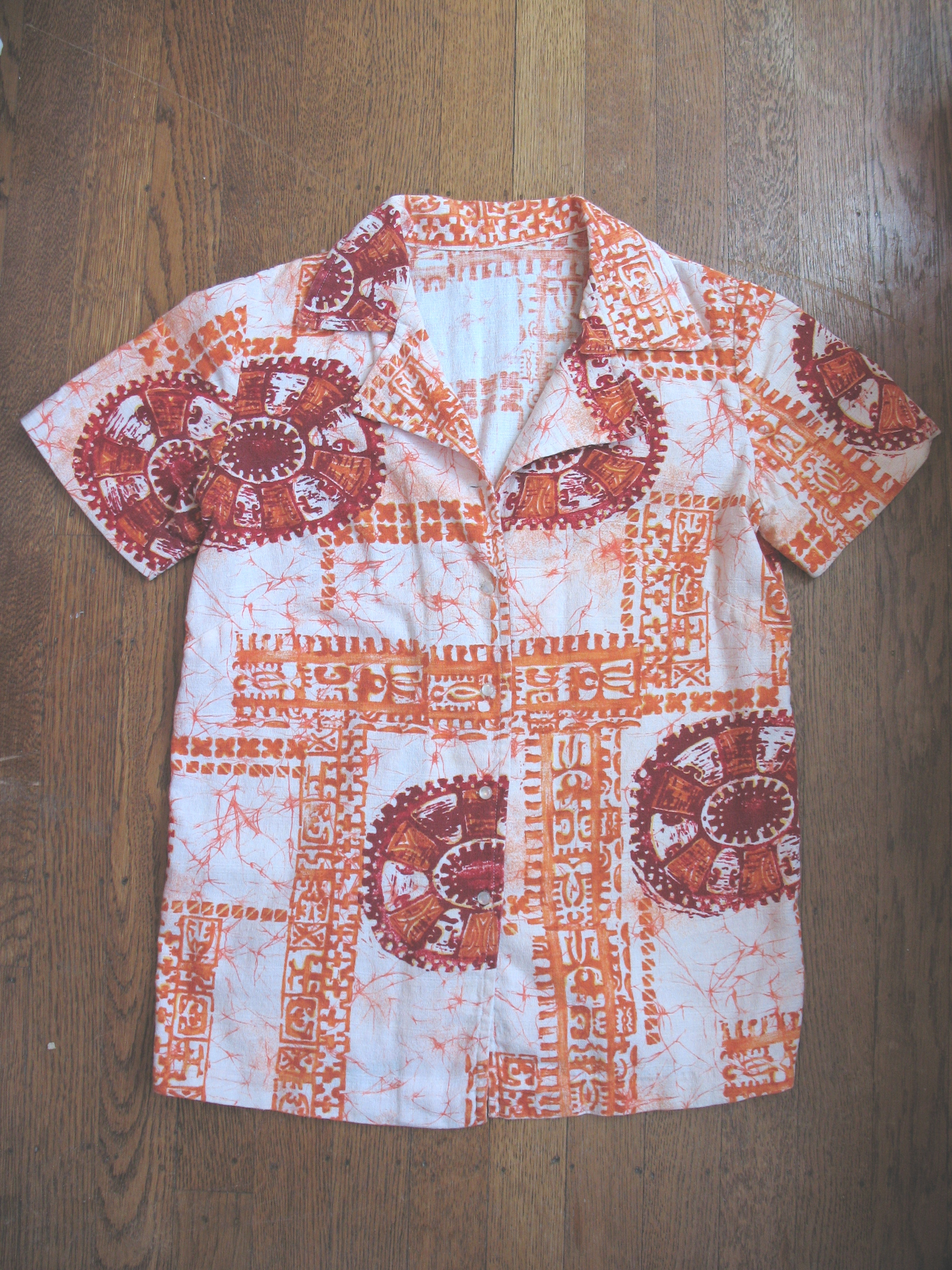
Camisa de màniga curta

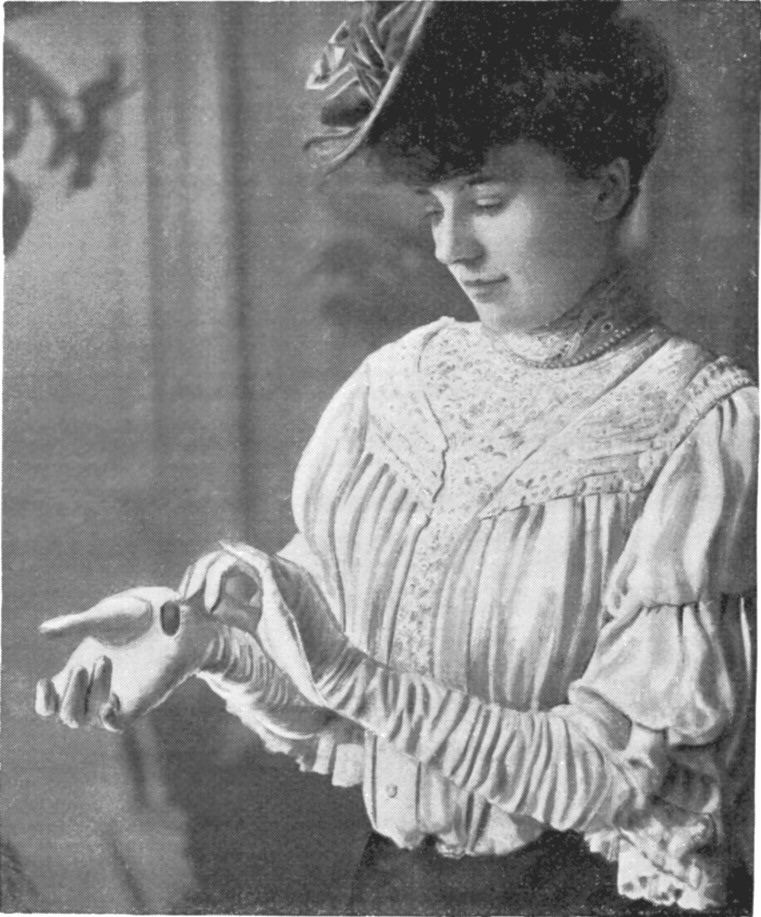
Camisa de tall femení, any 1905

La camisa deriva de l'antiga túnica i ha existit en formes diverses des de l'antigor. Almenys des del segle xv era força llarga, i s'usava de dia com a peça de roba interior i de nit com a roba de dormir. A cavall dels segles xviii i xix se segregà en dues peces independents, ja amb la morfologia i els noms actuals: la camisa pròpiament dita, d'ús diürn i fins als malucs o una mica més avall (els faldons han estat llargs fins ben endins del segle xx); i la camisa de dormir, llarga fins als peus o poc menys (arraconada pel pijama a partir de la dècada del 1920, avui vigeix com a peça exclusivament femenina).
Al segle xix les camises de vestir eren blanques o ratllades; en particular, la camisa blanca i emmidonada era símbol d'aristocràcia, perquè eren els únics que podien mantenir-les netes. El blau marí generalment es reservava per a la roba de treball. El ventall de colors admissibles ha anat ampliant-se al llarg del segle xx; i en l'actualitat les camises poden ser de qualsevol color, o estampades, de quadres, etc.
Tradicionalment la camisa duia coll integrat, la forma del qual varià força amb la moda. El 1827, a Nova York, es llança el coll postís, que tingué gran èxit internacional, fins al punt d'ésser predominant arreu fins a la dècada de 1920: moda a banda, això s'explica perquè, en una època en què normalment el coll era l'únic punt de la camisa a la vista, i en què s'embrutava fàcilment, sortia força a compte rentar el coll per separat, sense haver de rentar (i reemmidonar) tota la camisa. El coll fix de tipus actual (generalment muntat) es consolidà com a majoritari en el període d'entreguerres, en què també sorgí el coll botonat.
Inicialment el puny de la camisa es tancava mitjançant cintes. Al segle xix es generalitzaren els punys de camisa amb trau a totes dues bandes, tancats amb botons de puny (els quals les classes altes ja usaven des dels segles xvii-xviii). A partir de la dècada de 1960 el tancament se simplifica tot cosint un botó en una banda del puny.
Des de mitjan segle xx és prou habitual que les camises tinguin una o més butxaques, sobretot al pit, per influència de la camisa militar; d'aquesta prové, així mateix, l'aleta que adorna l'esquena de moltes camises, avui dia merament ornamental, però originàriament força pràctica, ja que al front de combat s'afegia a les camises per a penjar-les a eixugar un cop rentades.
En la forma contemporània, estabilitzada a principis del segle xix, la camisa era considerada part de la roba interior, fet pel qual sempre s'havia de dur amb jaqueta; els comediants coetanis explotaren a fons la imatge ridícula del seductor atrapat en camisa (equivalent de l'actual senyor en calçotets i mitjons). En el decurs del segle xix la camisa es transforma en peça exterior; però encara al segle xxi queden vestigis del seu caràcter originari, així, l'expressió popular "anar en mànigues de camisa" és sinònim d'informalitat. És prou habitual, per exemple, que un oficinista que treballa en mànigues de camisa es posi la jaqueta si venen visites; en restaurants elegants sovint es considera que l'home no ha de llevar-se la jaqueta.

## Tipus
Històricament s'ha distingit entre camises de tall masculí i de tall femení, divergents en detalls de disseny i d'ornament; avui dia les camises de tall femení continuen essent privatives de les dones, mentre que les de tall masculí han esdevingut unisex, en la pràctica. Entre els tipus de camisa femenina hi ha la brusa, que sol tenir adornats el coll i les mànigues. També existeix en l'actualitat el vestit camiser, una peça de roba femenina que en realitat consisteix en una camisa clàssica més llarga, que es porta a manera de vestit.
Altrament, les camises es poden diferenciar per: tela (cotó, seda o altres teles); color o disseny (llis o pla, ratlles, estampats); confecció (a mida o en sèrie tipus prêt-à-porter); tipus de colls, mànigues o punys; i ús a què es destinen (per a usar amb corbata o no, etc.). Una bona camisa requerix que les mànigues cobreixin per complet el braç fins als canells i fins i tot un poc més.

## Galeria

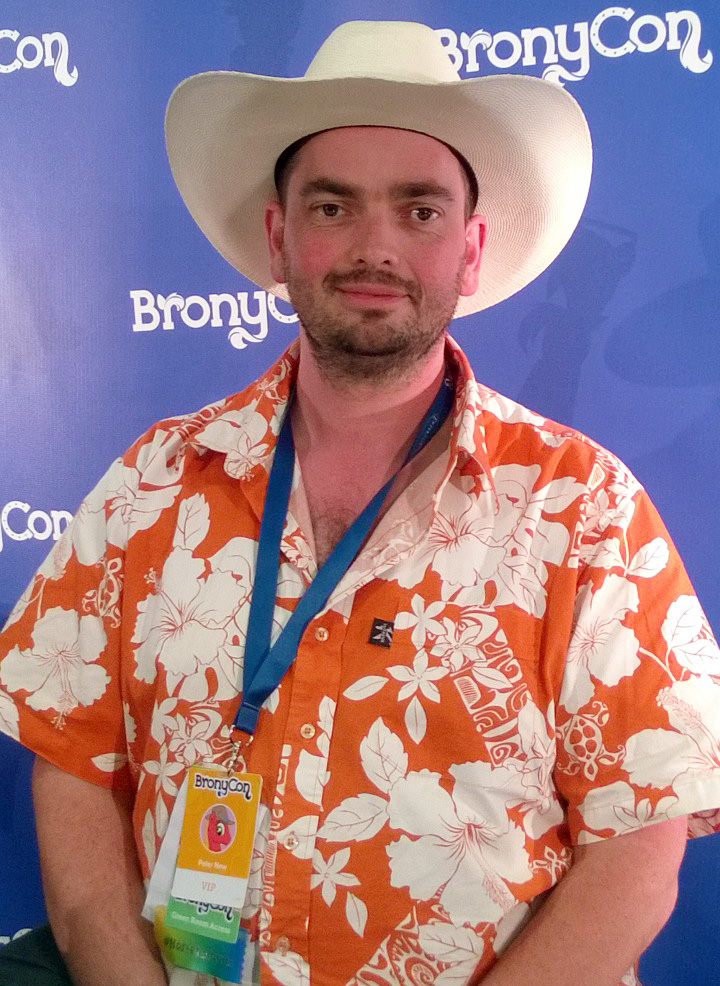
Camisa hawaiana
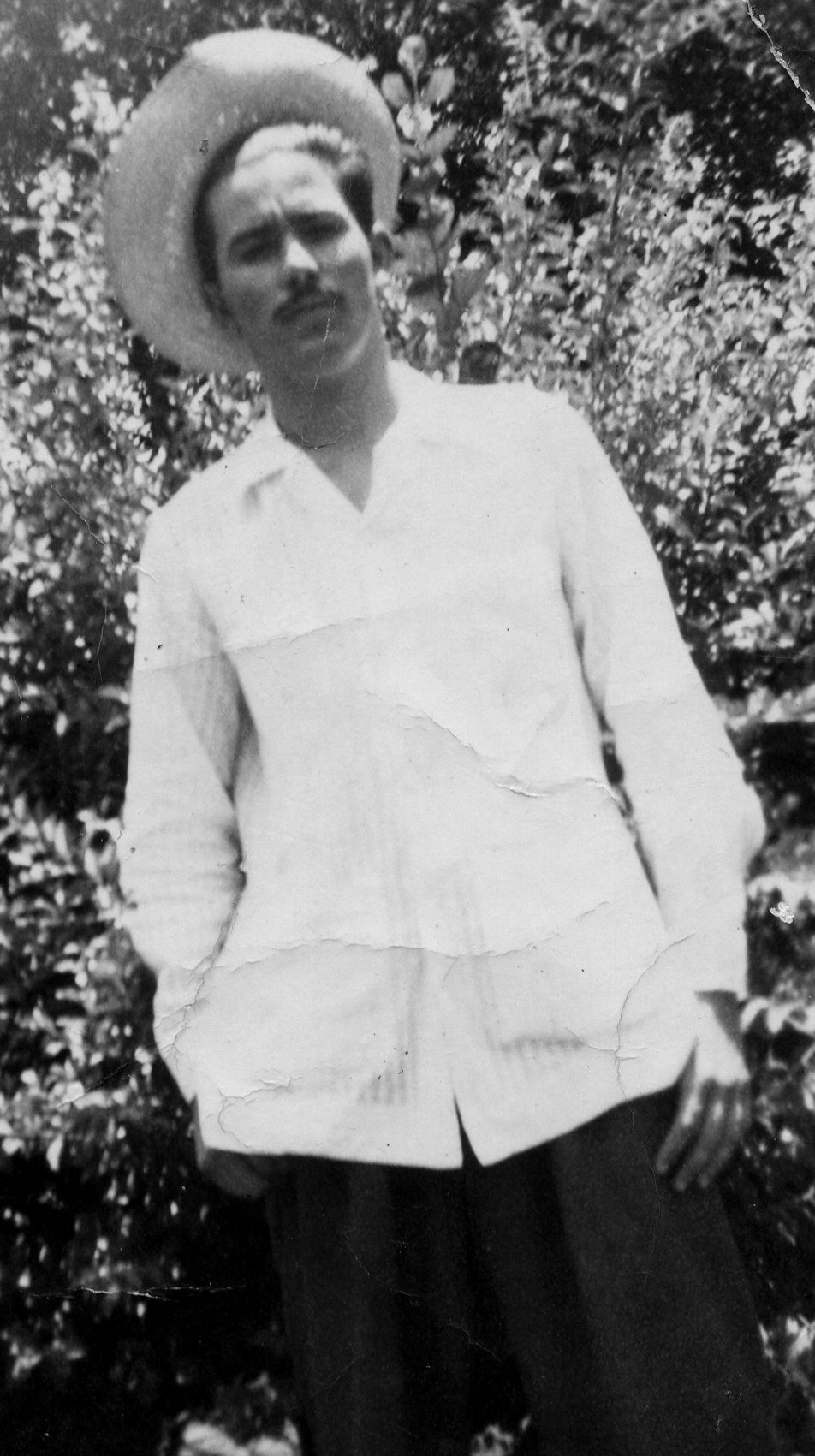
Guaiabera
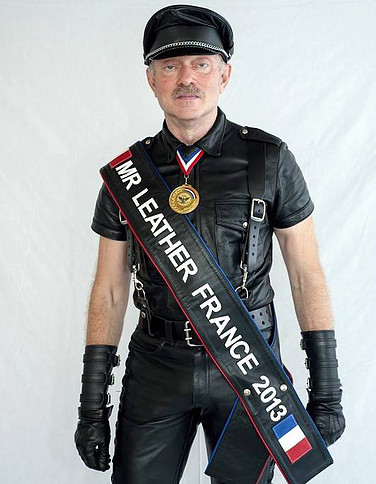
Camisa de cuir
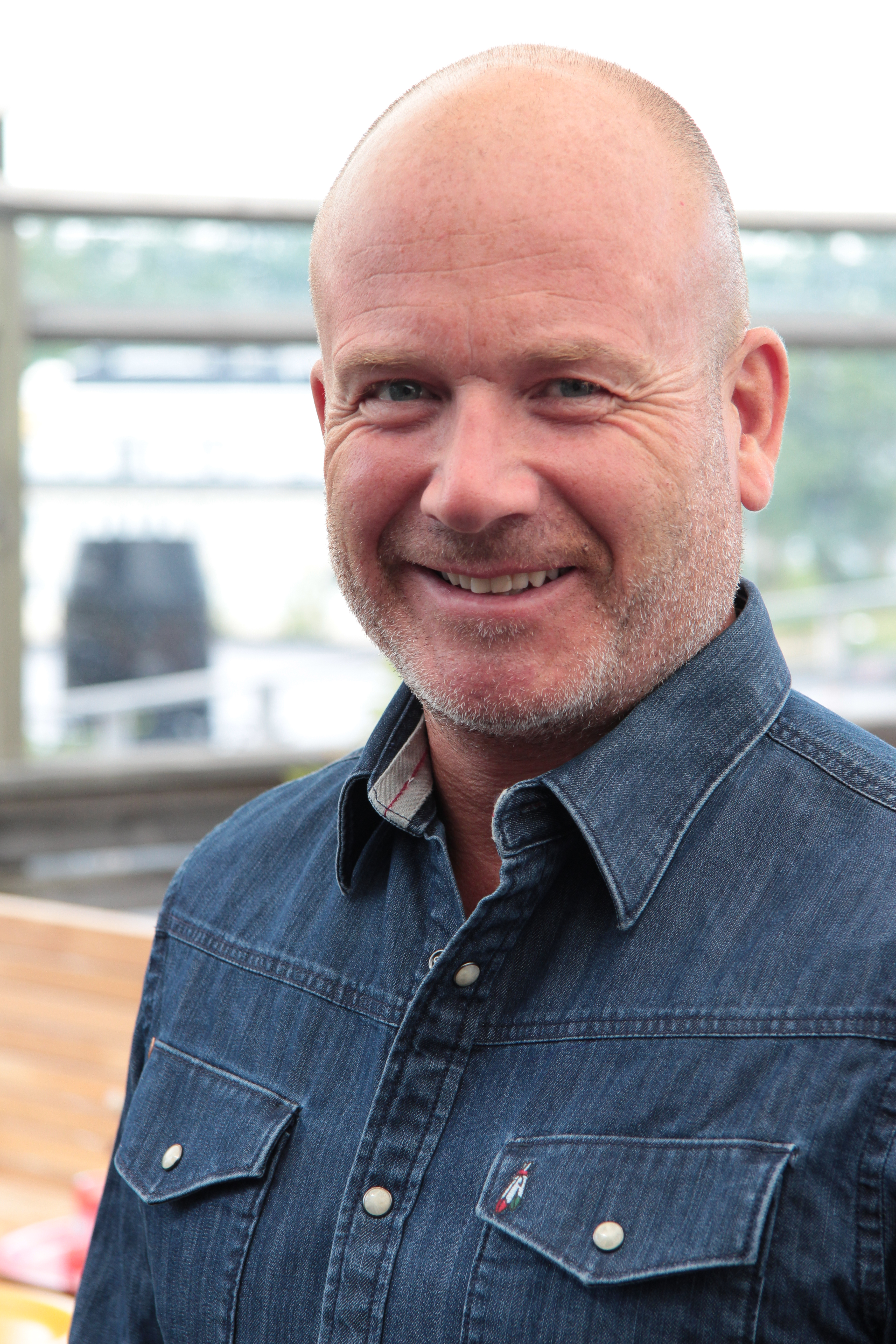
Camisa vaquera
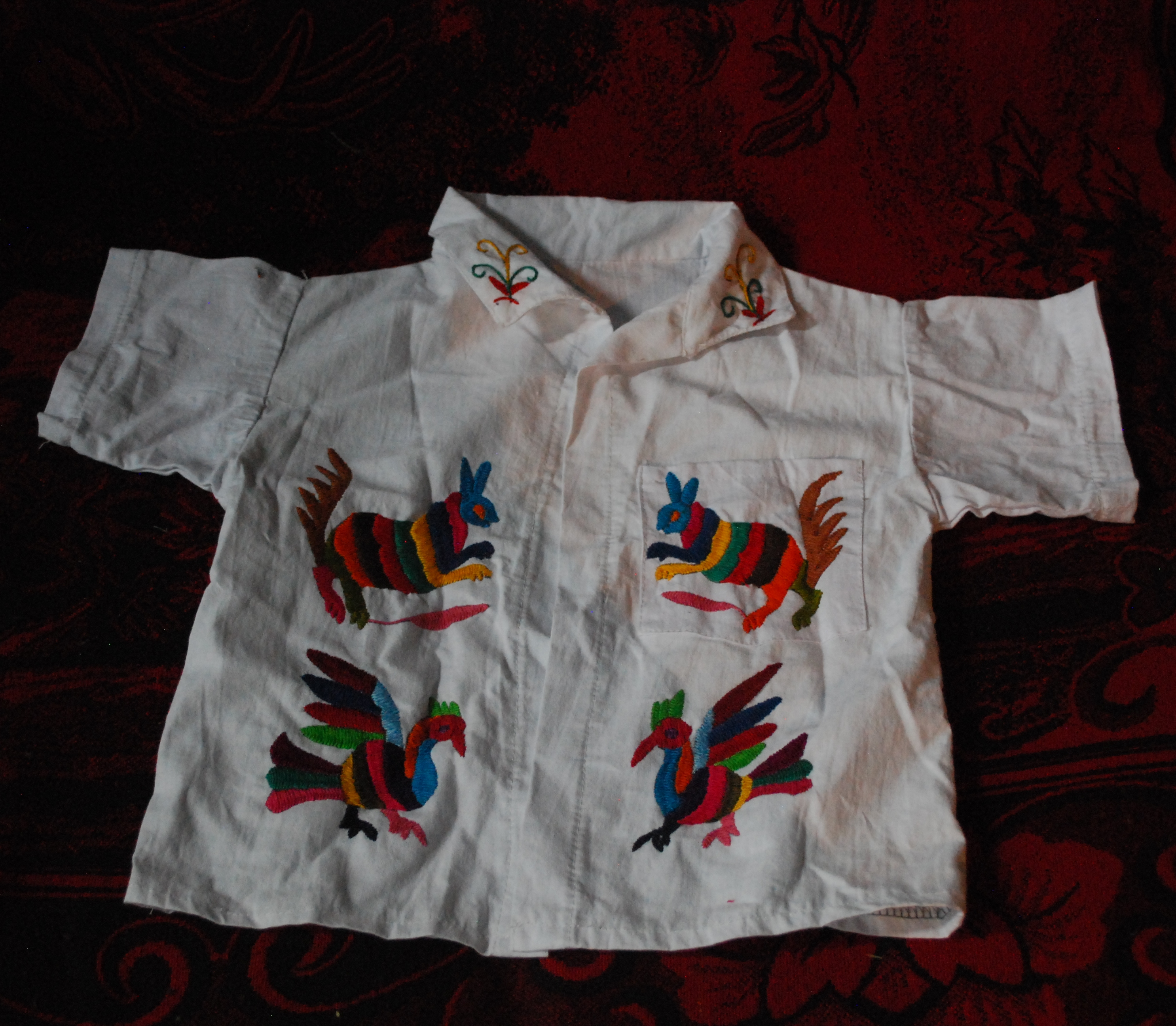
Camisa brodada